# Дубровский, Дмитрий Николаевич
Дми́трий Никола́евич Дубро́вский (27 августа 1937, Речица, Гомельская область, Белорусская ССР, СССР — 10 апреля 1993, Речица, Белоруссия) — советский футболист, нападающий.

## Биография
Выступал за юношескую сборную Гомельской области. В 1957—1958 годах играл за «Спартак» (Минск), в 1959—1960 — за ЦСКА — 13 игр, 3 гола. В 1961 выступал в кишинёвской «Молдове», в 1962 перешёл в ленинградский «Зенит», за два года сыграл в чемпионате 31 игру, забил 8 мячей. В 1964—1965 годах играл в украинских клубах «Карпаты» (Львов) и «Верховина» (Ужгород).
В 1965 году вернулся в Речицу, работал на предприятиях Белорусской ССР.
Скончался 10 апреля 1993.